# (75823) Csokonai
(75823) Csokonai est un astéroïde de la ceinture principale.

## Description
(75823) Csokonai est un astéroïde de la ceinture principale. Il fut découvert le 28 janvier 2000 à Piszkesteto par Krisztián Sárneczky et László L. Kiss. Il présente une orbite caractérisée par un demi-grand axe de 3,10 UA, une excentricité de 0,09 et une inclinaison de 14,9° par rapport à l'écliptique.

## Compléments